# لیتاون (آرکانزاس)
لیتاون (به انگلیسی: Leetown) یک روستا در ایالات متحده آمریکا است که در آرکانزاس واقع شده‌است. لیتاون ۴۲۳٫۹۸ متر بالاتر از سطح دریا واقع شده‌است.